# 립모터 S01
립모터 S01(영어: Leaplotor S01, 중국어: 零跑S01)은 립모터에서 2019년부터 2021년까지 생산했던 전기 스포츠카였다.